# Nastri d'argento 1952
Els Nastri d'argento 1952 foren la setena edició de l'entrega dels premis Nastro d'Argento (Cinta de plata).

## Guanyadors

### Millor director
- Renato Castellani - Due soldi di speranza

### Millor guió
- Ettore Maria Margadonna, Titina De Filippo i Renato Castellani - Due soldi di speranza

### Millor interpretació de protagonista femenina
- Anna Magnani - Bellissima

### Millor interpretació de protagonista masculí
- Totò - Guardie e ladri[3]

### Millor fotografia
- Arturo Gallea - Due soldi di speranza

### Millor banda sonora
- Mario Nascimbene - Roma ore 11

### Millor escenografia
- Guido Fiorini - Miracolo a Milano

### Millor curtmetratge
- Metano de Virgilio Sabel

### Millor estrangers que ha treballat a Itàlia
- Fernandel - Don Camillo

### Premi especial
- Paolo Stoppa pel conjunt de la seva activitat

### Segon premi especial
- Giulio Giannini per la fotografia a color d'alguns documentals

### Millor pel·lícula estrangera
- Billy Wilder - Sunset Boulevard

### Millor actriu estrangera
- Bette Davis - Tot sobre Eva

### Millor actor estranger
- Alec Guinness - The Lavender Hill Mob